# Лютий 2013
Лю́тий 2013 — другий місяць 2013 року, що розпочався у п'ятницю 1 лютого та закінчився у четвер 28 лютого.

## Події
- 2 лютого
  - Катастрофа літака ATR 72 в Римі.

- 4 лютого
  - У продаж в Європі надійшла модель комп'ютера Raspberry Pi ціною 25 доларів.

- 5 лютого
  - Українська стала однією з офіційних на найбільшому міжнародному конкурсі блогерів.

- 7 лютого
  - Показом фільму гонконзького режисера Вонг Карвая «Великі майстри» відкрився 63-й Берлінський кінофестиваль.

- 8 лютого

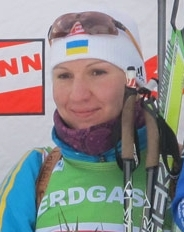
Підгрушна Олена Михайлівна

- - Вищий адміністративний суд скасував депутатські повноваження Павла Балоги та Олександра Домбровського.

- 9 лютого
  - На чемпіонаті світу з біатлону українка Олена Підгрушна здобула золоту медаль, Віта Семеренко — бронзу.

- 10 лютого
  - Збірна Нігерії з футболу стала переможцем кубку африканських націй, перемігши у фіналі команду Буркіна-Фасо.
  - У Лос-Анджелесі відбулася 55-та церемонія Греммі.

- 12 лютого

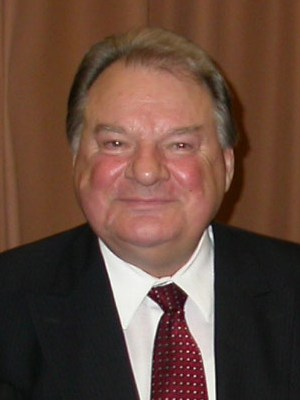
Удовенко Геннадій Йосипович

  - У віці 81 року помер Геннадій Удовенко, український дипломат і політик.

- 11 лютого
  - Папа Римський Бенедикт XVI зробив заяву про те, що він покине престол 28 лютого 2013 року.

- 13 лютого
  - У аеропорту Донецька розбився пасажирський літак Ан-24 з одеськими чиновниками та бізнесменами, які летіли на футбольний матч між «Шахтарем» і «Боруссією». 5 осіб загинуло, 12 травмовано.[1].

- 15 лютого

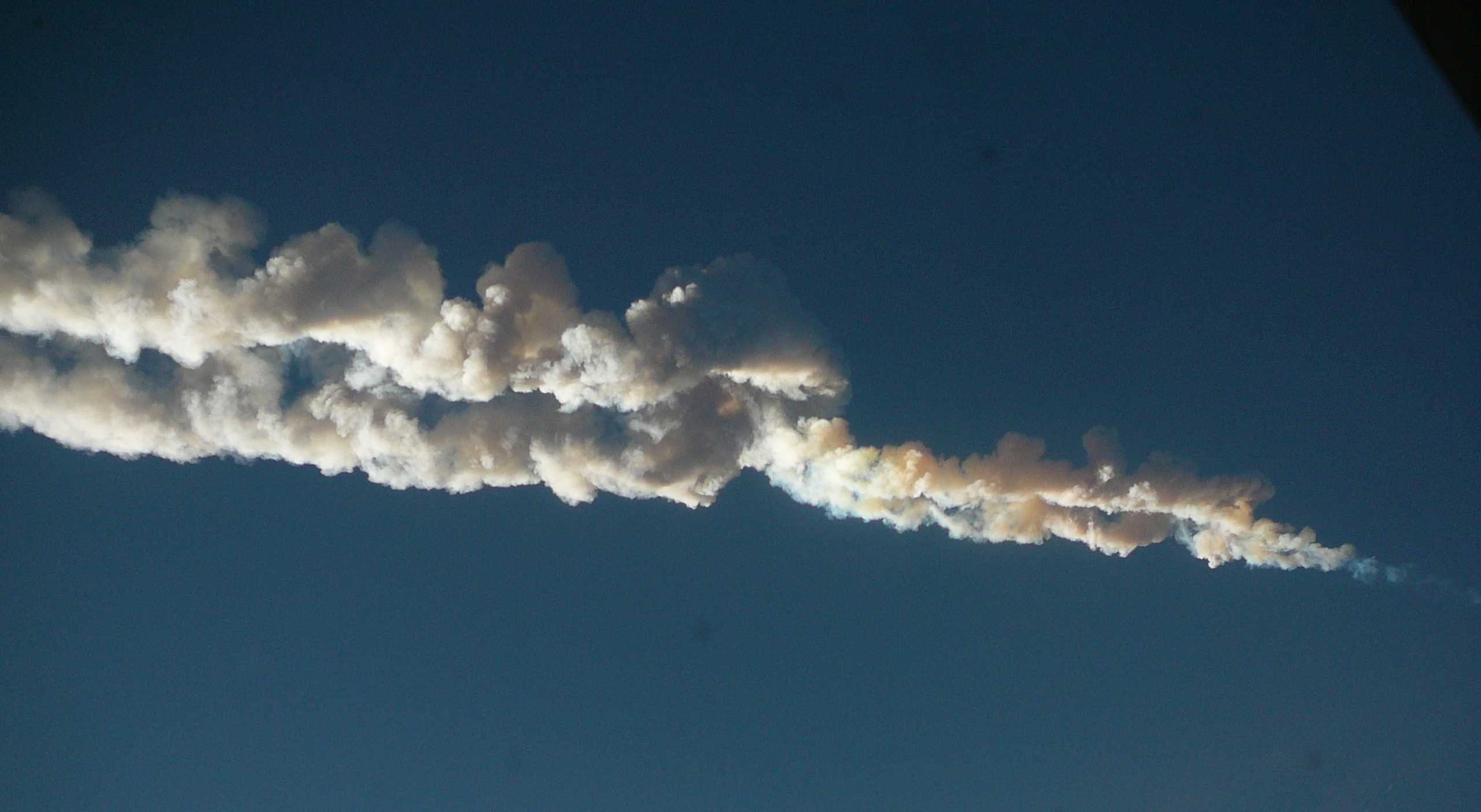
Слід від метеорита в небі Челябінська

  - В Охтирці прихильники «Свободи» знесли пам'ятник Леніну.
  - Астероїд 2012 DA14 пролетів біля Землі нижче від геостаціонарної орбіти штучних супутників.
  - На чемпіонаті світу з біатлону українська команда здобула срібну медаль в естафеті. Загалом ця медаль стала 5-ю для українських біатлоністок на турнірі.
  - Виробника кетчупів Heinz купує фірма Воррена Баффетта «Berkshire Hathaway» разом з приватною інвестиційною компанією «3G» за 18 мільярдів фунтів стерлінгів.[2]
  - Унаслідок дії ударної хвилі від метеорита, що вибухнув над Уралом (Росія) постраждало понад 1200 осіб, здебільшого від пошкоджень битим склом

- 20 лютого
  - Прем'єр-міністр Болгарії Бойко Борисов оголосив про відставку уряду під тиском кількаденних масових протестів громадян через зростання цін на електроенергію та опалення.

- 22 лютого
  - Помер Микола Сингаївський, український поет, автор слів пісні «Чорнобривці».
  - 38-ма церемонія вручення нагород премії «Сезар».

- 24 лютого

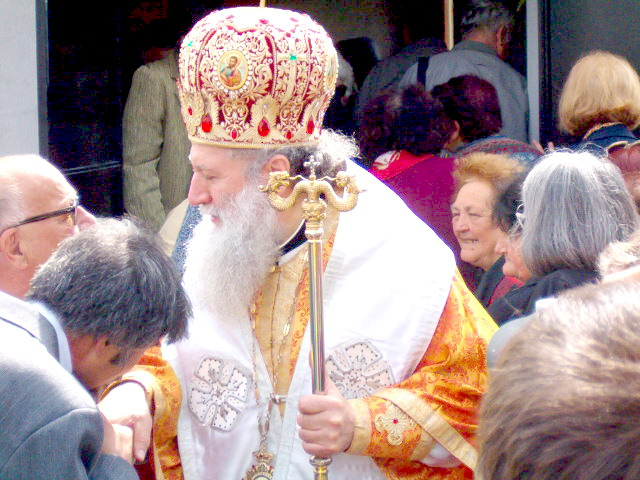
Неофіт І

  - Патріархом Болгарським і Митрополитом Софійським обрано Неофіта.[3]
  - У Лос-Анджелесі відбулася 85-та церемонія «Оскар», найкращою картиною 2012 року визнано фільм Бена Аффлека Арго.

- 24 лютого
  - Катастрофа повітряної кулі в Луксорі